# Ели де Ротшилд
Ели де Ротшилд (фр. Élie de Rothschild) био је чувар француске гране банкарске династије породице Ротшилд. Наследио је оца као партнер у породичној банци, де Ротшилд Фререс, и водио је виноград Шато Лафит-Ротшилд премијер кру кларет од 1946. до 1974. године.

## Порекло
Ели де Ротшилд је био млађи син барона Роберта де Ротшилда и Нели Бир. Његов отац је био партнер у друштву де Ротшилд Фрер са својим рођаком, бароном Едуаром Алфонсом Џејмсом де Ротшилд. Његова мајка је била ћерка Едмонда Бира, пра-пранећаке композитора Ђакома Мајербера, и старија сестра Мари-Луиз Бир, која се удала за Лајонела Натана де Ротшилда из енглеске гране породице Ротшилд. Ели и његова браћа и сестре (Дајана, Ален и Сесил) одрасли су у дворцу Лаверзин, близу Шантија, и у породичној вили на адреси 23. авенија де Марињи близу Јелисејске палате у Паризу.

## Служба у Другом светском рату
Ели и његов брат служили су као официри у коњичком пуку, Anciens 11èmes Cuirassiers, када је нацистичка Немачка напала Француску 1940. године. Обојица су заробљени од стране нациста близу белгијске границе током Другог светског рата. Ели је одведен у логор за ратне заробљенике Офлаг X-Б у Нинбургу близу Хамбурга. Након што је откривен како планира бекство, одведен је у Офлаг IV-C у замку Колдиц, а затим у Офлаг X-C у Либеку, један од најтежих логора за ратне заробљенике. Тамо се поново срео са својим братом. Упркос томе што су били јеврејског порекла, Вермахт је обојица третирао као заробљене официре. Пуштен је почетком 1944. Ели је касније испричао да је, упркос тешким условима у затвору, све време био добро и третиран с поштовањем.
Док је био у Колдицу, Ели је писао својој љубави из детињства, бароници Лилијан Фулд-Шпрингер, и замолио је да се уда за њега, што су и учинили преко пуномоћника до 1942. године, Елију је дозвољено да положи брачне завете док је био у заробљеништву. Њена мајка је сматрала да је глупо што је преузела презиме Ротшилд док су нацисти контролисали Француску. Међутим, нису имали проблема током нацистичке окупације. Фулд-Шпрингерови су имали велике интересе у Аустрији, а једна грана породице поседовала је замак Бешевел, имање у Бордоу близу замка Лафит у Појаку у Медоку.

## Послератни живот
После рата, Ели, Ален и њихове супруге делили су породичну вилу у авенији Марињи, која је током рата коришћена као седиште Луфтвафеа. Ели и његова породица су се педесетих година 20. века преселили у улицу Масеран број 11, где је изложио своју велику колекцију уметничких дела, укључујући дела Рембранта, Гејнсбороа, Дибифеа и Пикаса. Ова колекција је описана у књизи „Велике приватне колекције“ Дагласа Купера, када је Алвар Гонзалес Паласиос открио „Плесачицу Канове“, истраживао је њену историју и открио да се она једно време налазила у хотелу Масаран, приписујући се Карпоу.
Ели и његов брат помогли су свом рођаку, Гију де Ротшилду, да обнови инвестициону банку Ротшилд Фререс и њену подружницу Chemins de fer du Nord. Ели је 1946. преузео задужбину за Château Lafite-Rothschild, врхунски виноград cru Pauillac у Медоку, који је поседовао заједно са Алајном, Гајем и њиховим енглеским рођаком Џимијем де Ротшилдом. Ели је постао председник породичне компаније Chemins de fer de Paris à Lyon et à la Méditerranée (ПЛМ) 1956. године, диверзификујући се у хотеле, мотеле и ресторане.

### Офшор пословање
Изградио је мрежу од најмање 20 тајних фондова у Јужном Пацифику између 1996. и 2003. године, од којих су неки наставили да раде након његове смрти 2007. године. Како су открили документи из офшор цурења информација, најмање 20 фондова и 10 холдинг компанија основано је за Ротшилд на Куковим Острвима, са типично непрозирним именима, укључујући, прикладно, „Анон Траст“. Компаније имају заједничког акционара под називом „Мандалор Лимитед“, подједнако непрозирну компанију са седиштем на Светом Винсенту и Гренадинима.
Ели је био пријатељ принца Алија Кана и Ђанија Ањелија. Године 1954, када је Лилијан била ван града, Ели је упознат са разведеном Памелом Черчил (касније Памелом Хариман). Према Елију, „Била је слатка, шармантна и лепа. Желео сам да одем у кревет са њом и јесам.“ Ипак, Лилијан је брзо отерала своју ривалку. Када ју је војвода од Виндзора питао: „Који Ротшилд је љубавник Памеле Черчил?“ Она је одговорила: „Мој муж, господине“.[потребан цитат] Ова опаска је поткопала Памелу колико и било који други одмаздни ударац и афера се убрзо повукла. Његов нећак Ерик де Ротшилд, син Алена, преузео је замак Лафит-Ротшилд 1974. године.

## Смрт
Ели је умро од срчаног удара док је био на одмору у својој ловачкој кући близу села Шарниц код Инсбрука у Аустрији. Његова супруга је преминула пре њега 2003. године. Његов син је ожењен Нили Лимон, ћерком Мордехаја Лимона, команданта израелске морнарице педесетих година 20. века.